# Consell de Ministres de Turquia
El Consell de Ministres de Turquia comprèn els caps dels ministeris essencials. Els ministres són nomenats pel President a proposta del Primer ministre. El gabinet és el poder executiu i és responsable de la direcció de l'estat.

## Ministres actuals
El gabinet actual és el 61è gabinet de Turquia i va ser establert el 5 de juliol de 2011.
| Funcions                                        | Funcions                          | Nom                  | Començament          | Final |
| Títol català                                    | Títol turc                        | Nom                  | Començament          | Final |
| ----------------------------------------------- | --------------------------------- | -------------------- | -------------------- | ----- |
| Primer Ministre                                 | Başbakan                          | Recep Tayyip Erdoğan | 5 de juliol, 2011    |       |
| Vice-Primer Ministre                            | Başbakan Yardımcısı               | Bülent Arınç         | 5 de juliol, 2011    |       |
| Vice-Primer Ministre                            | Başbakan Yardımcısı               | Bekir Bozdağ         | 5 de juliol, 2011    |       |
| Vice-Primer Ministre                            | Başbakan Yardımcısı               | Ali Babacan          | 5 de juliol, 2011    |       |
| Vice-Primer Ministre                            | Başbakan Yardımcısı               | Beşir Atalay         | 5 de juliol, 2011    |       |
| Ministre d'Afers Exteriors                      | Dışişleri Bakanı                  | Ahmet Davutoğlu      | 5 de juliol, 2011    |       |
| Ministeri de l'Interior                         | İçişleri Bakanı                   | Muammer Güler        | 24 de gener del 2013 |       |
| Ministre d'Hisenda                              | Maliye Bakanı                     | Mehmet Şimşek        | 5 de juliol, 2011    |       |
| Ministre de Justícia                            | Adalet Bakanı                     | Sadullah Ergin       | 5 de juliol, 2011    |       |
| Ministre d'Energia i Recursos Naturlas          | Enerji ve Tabii Kaynaklar Bakanı  | Taner Yıldız         | 5 de juliol, 2011    |       |
| Ministre d'Alimentació, Agricultura i Ramaderia | Gıda, Tarım ve Hayvancılık Bakanı | Mehmet Mehdi Eker    | 5 de juliol, 2011    |       |
| Ministeri de Cultura i Turisme                  | Kültür ve Turizm Bakanı           | Ertuğrul Günay       | 5 de juliol, 2011    |       |
| Ministre de Sanitat                             | Sağlık Bakanı                     | Recep Akdağ          | 5 de juliol, 2011    |       |
| Ministre d'Educació Nacional                    | Millî Eğitim Bakanı               | Ömer Dinçer          | 5 de juliol, 2011    |       |
| Ministre de Defensa Nacional                    | Millî Savunma Bakanı              | İsmet Yılmaz         | 5 de juliol, 2011    |       |
| Ministre de Ciència, Indústria i Tecnologia     | Bilim, Sanayi ve Teknoloji Bakanı | Nihat Ergün          | 5 de juliol, 2011    |       |
| Ministre de Treball i Seguretat Social          | Çalışma ve Sosyal Güvenlik Bakanı | Faruk Çelik          | 5 de juliol, 2011    |       |
| Ministre de Transport i Comunicació             | Ulaştırma Bakanı                  | Binali Yıldırım      | 5 de juliol, 2011    |       |
| Ministre de Família i Política Social           | Aile ve Sosyal Politikalar Bakanı | Fatma Şahin          | 5 de juliol, 2011    |       |
| Ministre de la Unió Europea                     | Avrupa Birliği Bakanı             | Egemen Bağış         | 5 de juliol, 2011    |       |
| Ministre d'Economia                             | Ekonomi Bakanı                    | Zafer Çağlayan       | 5 de juliol, 2011    |       |
| Ministre de Joventut i Esports                  | Gençlik ve Spor Bakanı            | Suat Kılıç           | 5 de juliol, 2011    |       |
| Ministre de Desenvolupament                     | Kalkınma Bakanı                   | Cevdet Yılmaz        | 5 de juliol, 2011    |       |
| Ministre de Comerç i Duanes                     | Gümrük ve Ticaret Bakanı          | Hayati Yazıcı        | 5 de juliol, 2011    |       |
| Ministre de Medi Ambient i Urbanisme            | Çevre ve Şehircilik Bakanı        | Erdoğan Bayraktar    | 5 de juliol, 2011    |       |
| Ministre d'Afers Hídrics i Forestals            | Orman ve Su İşleri Bakanı         | Veysel Eroğlu        | 5 de juliol, 2011    |       |

## Gabinets previs
| No  | Primer Ministre        | Període en el càrrec    |
| --- | ---------------------- | ----------------------- |
| 61  | Recep Tayyip Erdoğan   | 14.07.2011 - Present    |
| 60  | Recep Tayyip Erdoğan   | 29.08.2007 - 14.07.2011 |
| 59  | Recep Tayyip Erdoğan   | 14.03.2003 - 29.08.2007 |
| 58  | Abdullah Gül           | 18.11.2002 - 11.03.2003 |
| 57  | Bülent Ecevit          | 28.05.1999 - 18.11.2002 |
| 56  | Bülent Ecevit          | 11.01.1999 - 28.05.1999 |
| 55  | Mesut Yılmaz           | 30.06.1997 - 11.01.1999 |
| 54  | Necmettin Erbakan      | 28.06.1996 - 30.06.1997 |
| 53  | Mesut Yılmaz           | 06.03.1996 - 28.06.1996 |
| 52  | Tansu Çiller           | 30.10.1995 - 06.03.1996 |
| 51  | Tansu Çiller           | 05.10.1995 - 30.10.1995 |
| 50  | Tansu Çiller           | 25.06.1993 - 05.10.1995 |
| 49  | Süleyman Demirel       | 20.11.1991 - 25.06.1993 |
| 48  | Mesut Yılmaz           | 23.06.1991 - 20.11.1991 |
| 47  | Yıldırım Akbulut       | 09.11.1989 - 23.06.1991 |
| 46  | Turgut Özal            | 21.12.1987 - 09.11.1989 |
| 45  | Turgut Özal            | 13.12.1983 - 21.12.1987 |
| 44  | Bülend Ulusu           | 21.09.1980 - 13.12.1983 |
| 43  | Süleyman Demirel       | 12.11.1979 - 12.09.1980 |
| 42  | Bülent Ecevit          | 05.01.1978 - 12.11.1979 |
| 41  | Süleyman Demirel       | 21.07.1977 - 05.01.1978 |
| 40  | Bülent Ecevit          | 21.06.1977 - 21.07.1977 |
| 39  | Süleyman Demirel       | 31.03.1975 - 21.06.1977 |
| 38  | Sadi Irmak             | 17.11.1974 - 31.03.1975 |
| 37  | Bülent Ecevit          | 26.01.1974 - 17.11.1974 |
| 36  | Mehmet Naim Talu       | 15.04.1973 - 26.01.1974 |
| 35  | İlhan Öztrak           | 22.05.1972 - 15.04.1973 |
| 34  | Nihat Erim             | 11.12.1971 - 22.05.1972 |
| 33  | Nihat Erim             | 26.03.1971 - 11.12.1971 |
| 32  | Süleyman Demirel       | 06.03.1970 - 26.03.1971 |
| 31  | Süleyman Demirel       | 03.11.1969 - 06.03.1970 |
| 30  | Süleyman Demirel       | 27.10.1965 - 03.11.1969 |
| 29  | Suad Hayri Ürgüplü     | 20.02.1965 - 27.10.1965 |
| 28  | İsmet İnönü            | 25.12.1963 - 20.02.1965 |
| 27  | İsmet İnönü            | 25.06.1962 - 25.12.1963 |
| 26  | İsmet İnönü            | 20.11.1961 - 25.06.1962 |
| 25  | Emin Fahrettin Özdilek | 05.01.1961 - 20.11.1961 |
| 24  | Cemal Gürsel           | 30.05.1960 - 05.01.1961 |
| 23  | Adnan Menderes         | 25.11.1957 - 27.05.1960 |
| 22  | Adnan Menderes         | 09.12.1955 - 25.11.1957 |
| 21  | Adnan Menderes         | 17.05.1954 - 09.12.1955 |
| 20  | Adnan Menderes         | 09.03.1951 - 17.05.1954 |
| 19  | Adnan Menderes         | 22.05.1950 - 09.03.1951 |
| 18  | Şemsettin Günaltay     | 16.01.1949 - 22.05.1950 |
| 17  | Hasan Saka             | 10.06.1948 - 16.01.1949 |
| 16  | Hasan Saka             | 10.09.1947 - 10.06.1948 |
| 15  | Mehmet Recep Peker     | 07.08.1946 - 10.09.1947 |
| 14  | Şükrü Saraçoğlu        | 09.03.1943 - 07.08.1946 |
| 13  | Şükrü Saraçoğlu        | 09.07.1942 - 09.03.1943 |
| 12  | Refik Saydam           | 03.04.1939 - 09.07.1942 |
| 11  | Refik Saydam           | 25.01.1939 - 03.04.1939 |
| 10  | Celâl Bayar            | 11.11.1938 - 25.01.1939 |
| 09  | Celâl Bayar            | 11.11.1938 - 25.10.1937 |
| 08  | İsmet İnönü            | 01.03.1935 - 25.10.1937 |
| 07  | İsmet İnönü            | 04.05.1931 - 01.03.1935 |
| 06  | İsmet İnönü            | 27.09.1930 - 04.05.1931 |
| 05  | İsmet İnönü            | 01.11.1927 - 27.09.1930 |
| 04  | İsmet İnönü            | 03.03.1925 - 01.11.1927 |
| 03  | Ali Fethi Okyar        | 22.11.1924 - 03.03.1925 |
| 02  | İsmet İnönü            | 06.03.1924 - 22.11.1924 |
| 01  | İsmet İnönü            | 01.11.1923 - 06.03.1924 |
| V   | Ali Fethi Okyar        | 14.08.1923 - 27.10.1923 |
| IV  | Hüseyin Rauf Orbay     | 12.07.1922 - 04.08.1923 |
| III | Fevzi Çakmak           | 19.05.1921 - 09.07.1922 |
| II  | Fevzi Çakmak           | 24.01.1921 - 19.05.1921 |
| I   | Mustafa Kemal Atatürk  | 03.05.1920 - 24.01.1921 |